# 42 Isis
42 Isis este un asteroid de tip S din centura de asteroizi. Asteroidul are un diametru de 100,2 km, fiind descoperit de astronomul Norman Robert Pogson la 23 mai 1856, la Oxford. 

## Denumirea asteroidului
Deși Isis este numele unei divinități egiptene, zeiță a magiei, a vieții și a căsătoriei, acest nume a fost dat în onoarea fiicei lui Pogson, Elizabeth, sau Isis Pogson,astronomă și meteorologă. În plus, Isis este numele dat Tamisei, în amonte de Iffley Lock, după ce a traversat Oxford.

## Caracteristici
Spectrul asteroidului 42 Isis scoate în evidență o puternică prezență a olivinei, un mineral rar în Centura de asteroizi.